# II. Theodórosz pápa
II. Theodórosz (latinul: Theodorus), (?, Róma – 897. december 20., Róma) volt a 116. pápa a történelem során 897 decemberében. A 9. század egyik utolsó egyházfője végre békét és rendet hozott a felbolygatott Lateránba. Több évtizede a legnépszerűbb pápa volt, jóságával, békeszeretetével megnyerte a klérust, és a népet is. Az egyik legrövidebb pontifikátust tudhatta magáénak.

## Élete
Rómábanban született, a görög Fótiosz gyermeke volt.  V. (VI.) István pápa szentelte fel presbiterré. Testvére, Theotius is a római egyház szolgálatába állt, püspök lett. A Romanus elűzése után összeült zsinat hosszas vita után választotta meg Theodóroszt, akit 897 decemberében szenteltek fel.
Innentől kezdve 20 napon keresztül uralkodhatott, halála előtt. Pontifikátusának legjelentősebb eseménye volt, hogy semmissé nyilvánította a hullazsinat döntéseit, és Formosus pápa meggyalázott emlékét is megpróbálta helyreállítani. A Tiberisen végigvonult árhullám partra vetette a meggyalázott egyházfő holttestét, így azt nagy tisztelettel újratemették a Szent Péter-bazilikában.

## Művei
- Documenta Catholica Omnia (latin nyelven). (Hozzáférés: 2011. december 6.)